# Jardins classiques de Suzhou
Les jardins classiques de Suzhou (en chinois 苏州古典园林, Sūzhōu gǔdiǎn yuánlín) sont des chefs-d'œuvre de l'art des jardins chinois aménagés du XIe au XIXe siècle dans la ville historique de Suzhou et classés dans la liste du patrimoine culturel mondial de l'UNESCO.

## Liste des jardins classiques de Suzhou
Au total, neuf jardins sont concernés :  
1. le jardin du Modeste administrateur (ou jardin de la politique des simples[1], (拙政园 / 拙政園, Zhuōzhèng Yuán), inscrit en 1997;
2. la villa de la Montagne étreinte de beauté (环秀山庄 / 環秀山莊, Huánxiù Shānzhuāng), inscrit en 1997;
3. le jardin du Maître des filets (网师园 / 網師園, Wǎngshī Yuán), inscrit en 1997;
4. le jardin Attardez-vous (en) (留园 / 留園, Liú Yuán), inscrit en 1997;
5. le jardin de la Retraite du couple (en)  (耦园 / 耦園, Ǒu Yuán), inscrit en 2000;
6. le jardin de la Forêt du Lion (狮子林园 / 獅子林園, Shīzǐlín Yuán, ), inscrit en 2000 ;
7. le jardin de la Culture (en) (艺圃 / 藝圃, Yì Pǔ), inscrit en 2000 ;
8. le pavillon des Vagues (en) (沧浪亭 / 滄浪亭, Cānglàng Tíng), inscrit en 2000 ;
9. le jardin de la Retraite et de la Réflexion (en) (退思园 / 退思園, Tuìsī Yuán), inscrit en 2000.

## Présentation
Le pavillon Canglang (pavillon des Vagues azurées) est dû au lettré Su Shunqin (zh) (1008-1048). Il est représentatif des jardins lettrés (文人园林, wénrén yuánlín) apparus sous la dynastie Song. Le jardin de la Forêt du lion (ou du Bosquet du lion) a été créé en 1342, et restauré à de nombreuses reprises. Il est surtout célèbre pour ses rocailles. Le jardin Attardez-vous date du xvie siècle, et a été agrandi au xixe siècle. Il a été conçu autour d'un lac qui occupe une grande partie de sa surface. Lui aussi construit autour d'un lac, le jardin du Maître des filets est beaucoup plus petit, ce qui donne une certaine unité à sa composition.

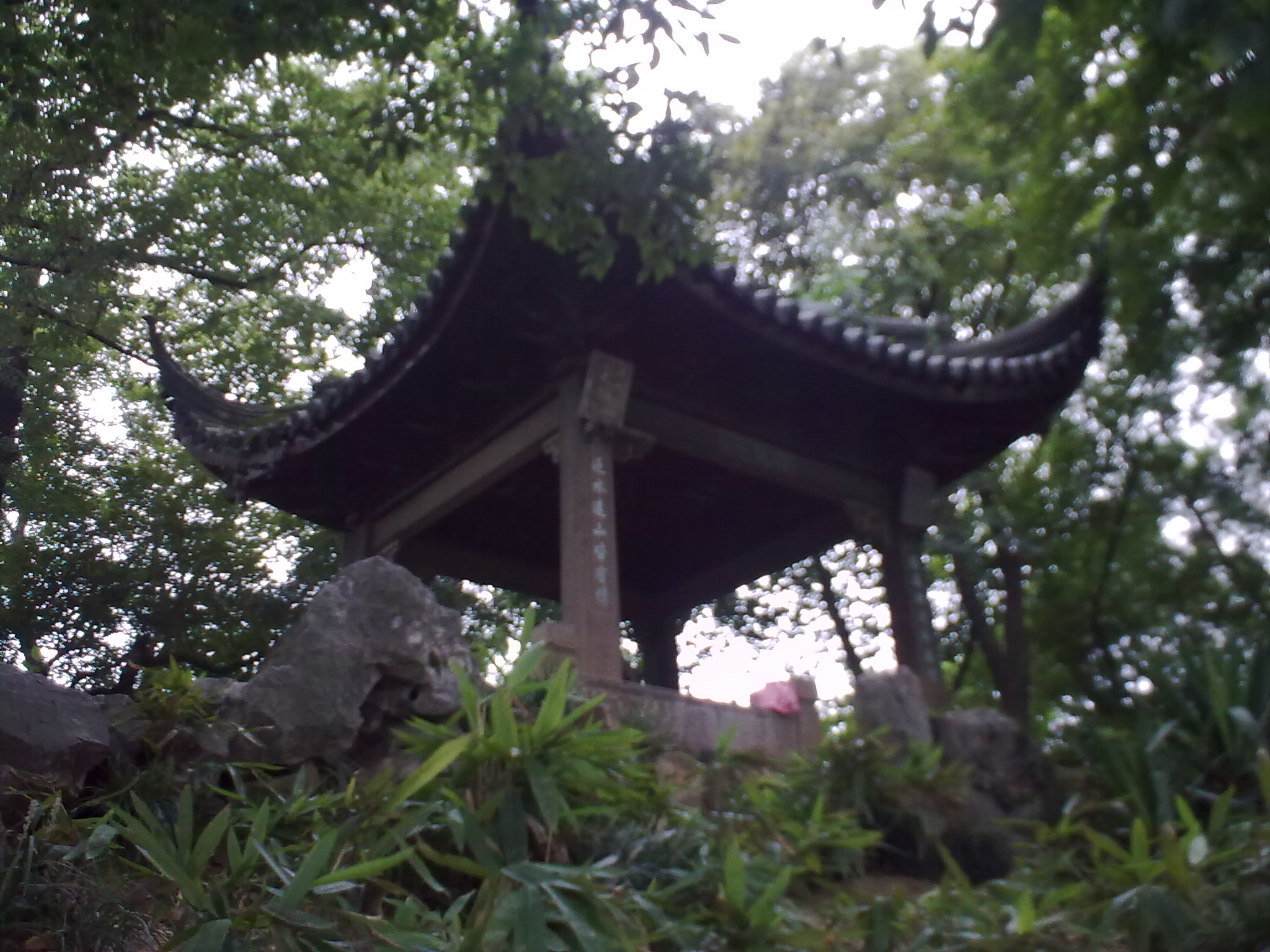
Pavillon des Vagues azurées
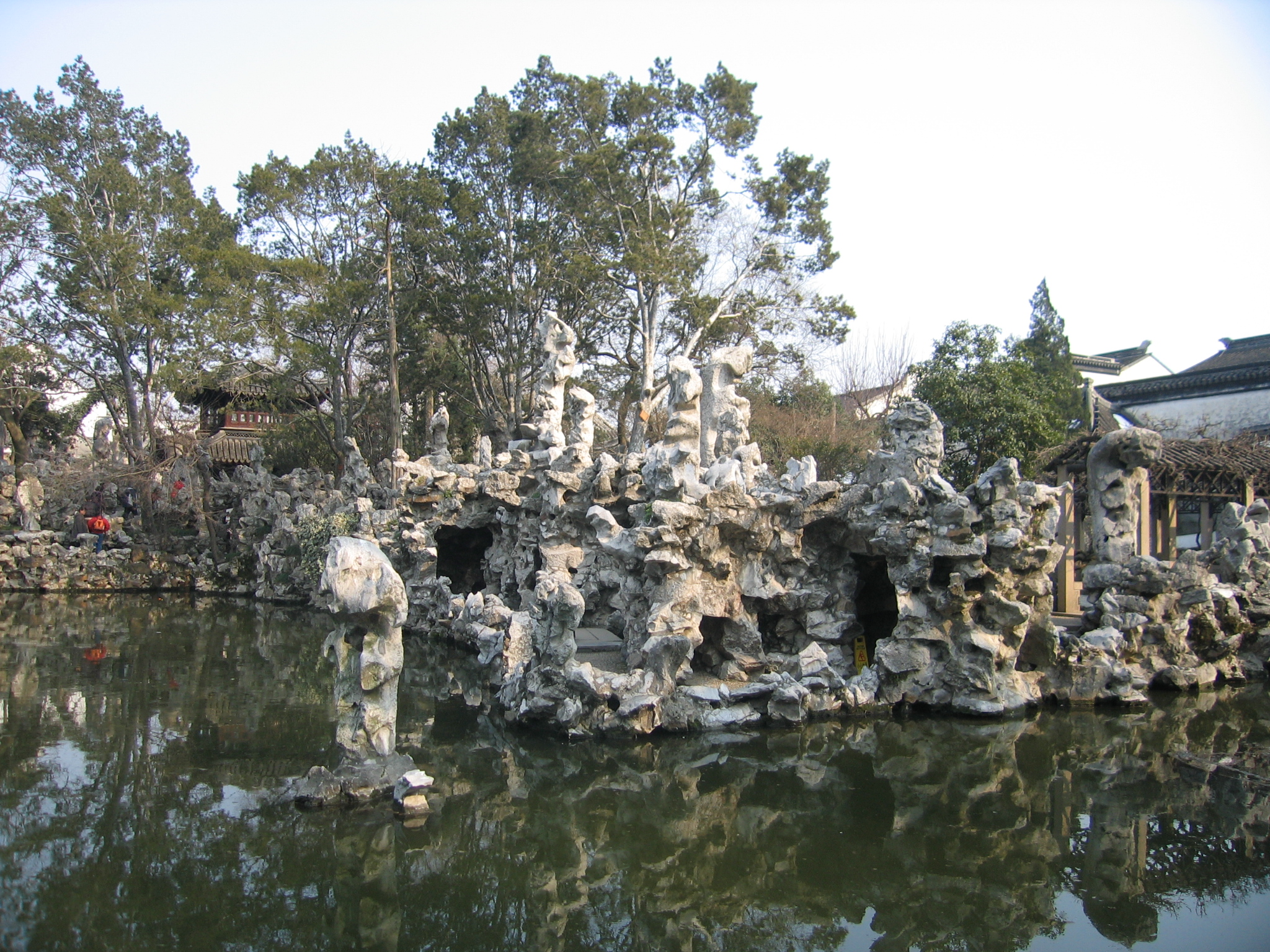
Jardin de la Forêt du lion.
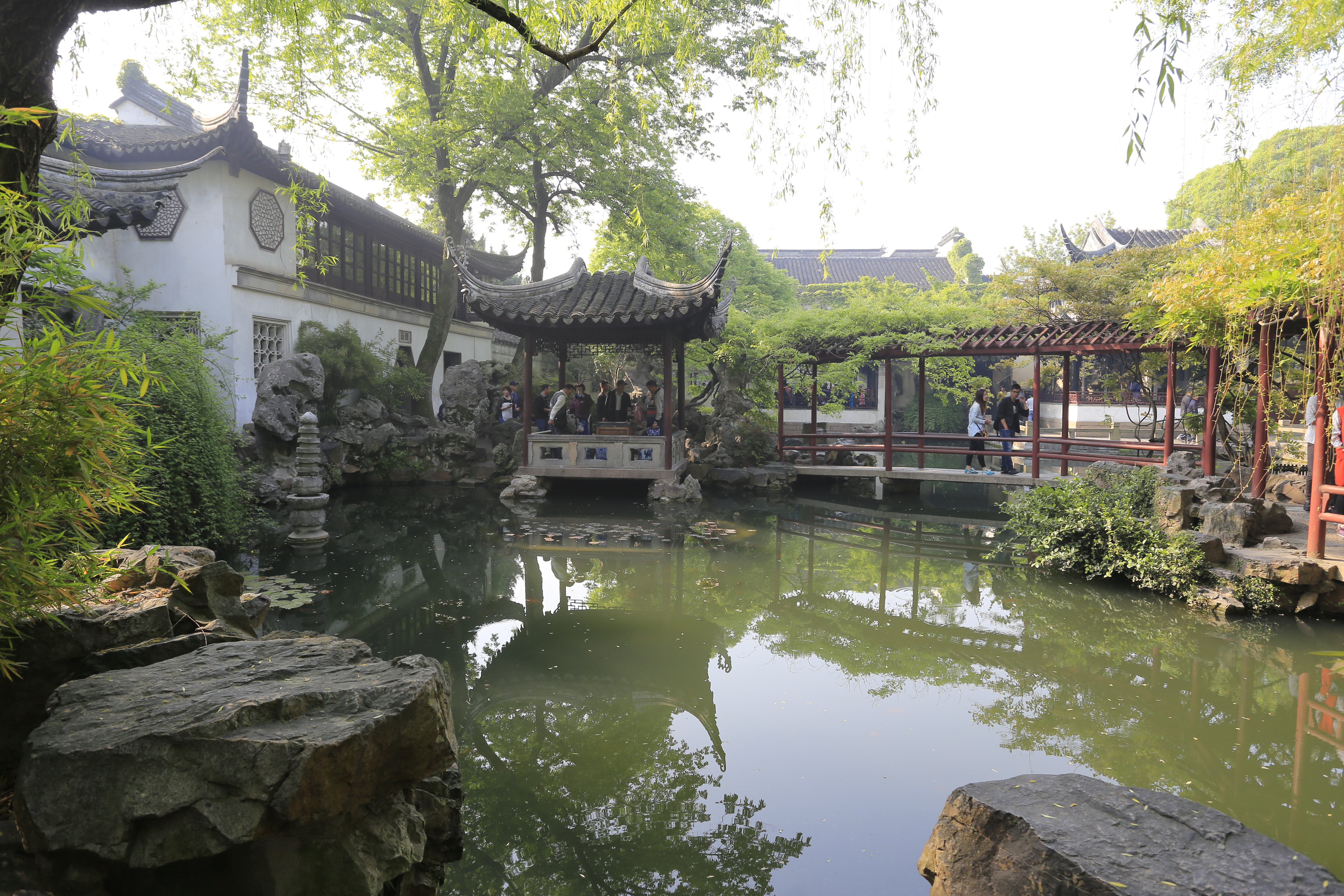
Jardin Attardez-vous.
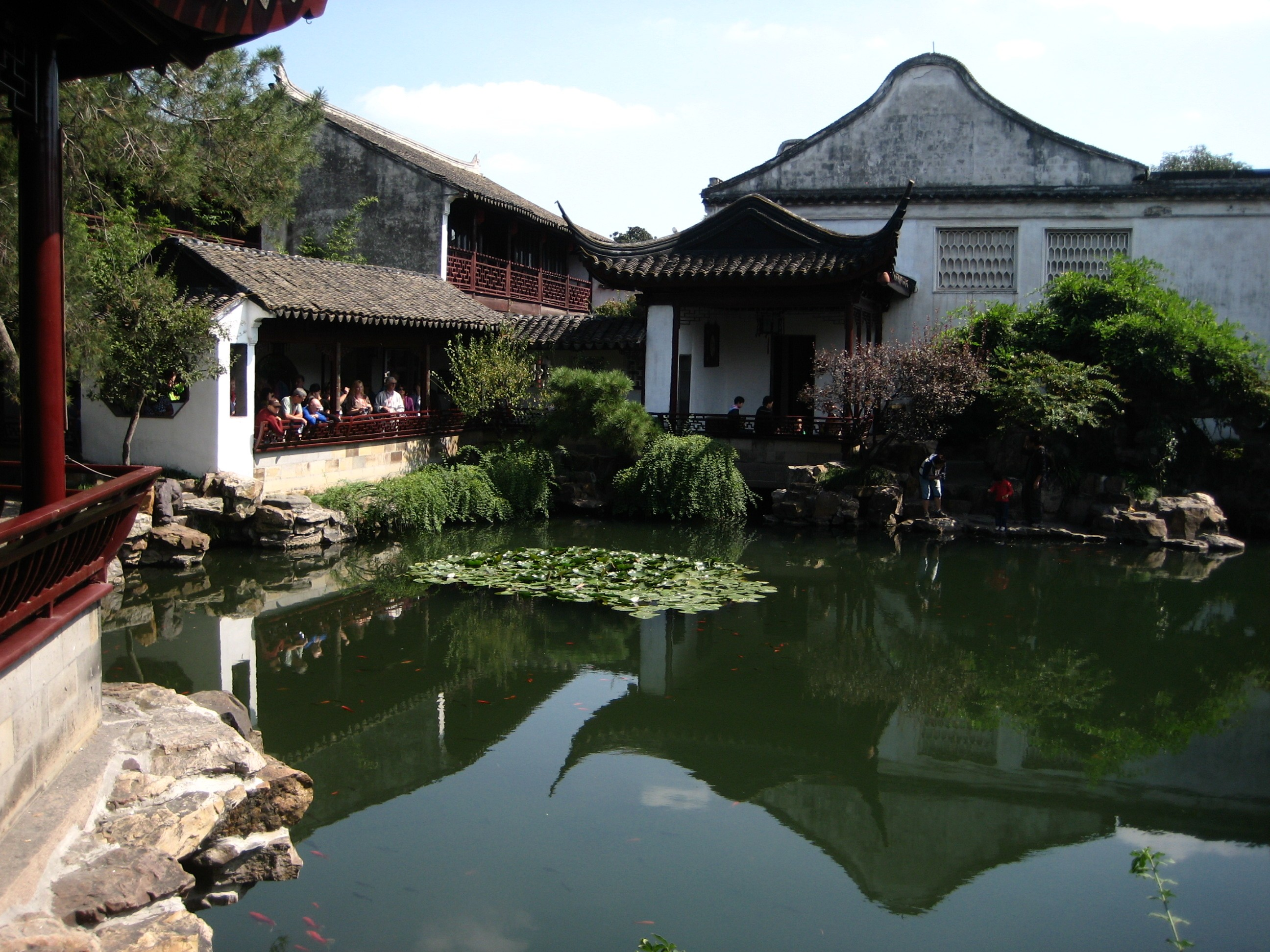
Jardin du Maître des filets.

## Honneur
L'astéroïde (204839) Suzhouyuanlin est nommé en leur honneur.